# Segok-dong
Segok-dong là một phường của Gangnam-gu ở Seoul, Hàn Quốc. Đây là phường còn nhiều khu vực nông thôn nhất ở quận Gangnam.

## Giáo dục
Các trường học ở Segok-dong:
- Trường Tiểu học Semyung Seoul
- Trường Tiểu học Daewang Seoul
- Trường Trung học Cơ sở Seogok